# Vyšný Medzev
Vyšný Medzev (německy  Obermetzenseifen, maďarsky Felsőmecenzéf) je obec v okrese Košice-okolí. Nachází se v jihovýchodní části Slovenského rudohoří zvané Volovské vrchy. Žije v něm 551 obyvatel. Obec sousedí na jihu s městem Medzev, s nímž tvořila mezi lety 1960 a 1999 jeden celek – název Vyšný Medzev byl tehdy nahrazen pojmenováním ulica Hrdinov SNP.
Barokní kostel svaté Marie Magdaleny z roku 1773 je vybaven oltářem z jasovského kláštera. Do katastrálního území obce zasahuje část přírodní rezervace Kloptaň.